# Sân bay Montpellier - Méditerranée
Sân bay Montpellier - Méditerranée tên tiếng Pháp Aéroport de Montpellier - Méditerranée (IATA: MPL, ICAO: LFMT), cũng có tên Sân bay Fréjorgues, là một sân bay ở phía nam Pháp. Sân bay này có cự ly 7 km về phía đông nam Montpellier ở Mauguio. Sân bay này xếp thứ 9 về số lượt khách ở Pháp (hơn 1,5 triệu lượt khách trong năm 2003).

## Hãng hàng không và tuyến bay
| Hãng hàng không                      | Các điểm đến                                     |
| ------------------------------------ | ------------------------------------------------ |
| Air France                           | Paris-Charles de Gaulle, Paris-Orly              |
| Air France cung ứng bởi Airlinair    | Lyon                                             |
| Air France cung ứng bởi Brit Air     | Rennes [theo mùa], Figari [theo mùa], Paris-Orly |
| Air France cung ứng bởi CCM Airlines | Ajaccio [theo mùa]                               |
| Air France cung ứng bởi Régional     | Nantes                                           |
| Cimber Sterling                      | Copenhagen [theo mùa]                            |
| EasyJet                              | London-Gatwick, London-Luton [theo mùa]          |
| Iberia cung ứng bởi Air Nostrum      | Madrid                                           |
| Ryanair                              | Brussels South-Charleroi, Hahn, London-Stansted  |
| Transavia.com                        | Amsterdam, Copenhagen [theo mùa]                 |
| Air Algérie                          | Algiers [theo mùa], Oran [theo mùa]              |